# Korallfingergroda
Korallfingergroda (Litoria caerulea) är en art i familjen lövgrodor som naturligt förekommer i Australien och på Nya Guinea. Arten beskrevs vetenskapligt första gången år 1790 av den engelske kirurgen John White och en anmärkningsvärd egenskap för arten är att dess hud producerar ett sekret med antibakteriella egenskaper, vilken gör den intressant inom den medicinska forskningen.

## Kännetecken
Korallfingergrodan är en förhållandevis stor groda som kan nå en kroppslängd på upp till omkring 10 centimeter. Honorna blir något större än hanarna. Huvudet är brett, kort och rundat med något uppåtriktad munvinkel, vilket ger djuret ett till synes leende ansiktsuttryck. Pupillerna är horisontella. Färgen kan skifta något beroende på temperatur och omgivning, från brun till grön eller blågrönaktig. På ovansidan av kroppen, särskilt hos äldre djur, finns ibland små oregelbundet formade vita fläckar som kan vara upp till 5 millimeter i diameter. Undersidan av halsen är hos honorna vitaktig och hos hanarna mer gråaktig. Insidan av bakbenen har en brunrödaktig nyans. De långa, breda fingrarna och tårna är försedda med fästskivor, vilka hjälper den att klättra i träd.

## Utbredning
Korallfingergrodans naturliga utbredningsområde omfattar norra och östra Australien och lägre belägna områden av södra Nya Guinea, där det råder tropiskt till subtropiskt klimat. Den har också införts till Nya Zeeland och Florida i USA. På Nya Zeeland har dock inga observationer gjorts sedan 1950-talet och artens förekomst i Florida är begränsad till två mycket små populationer.

## Status
Korallfingergrodan betraktas som livskraftig av IUCN. Populationstrenden för arten som helhet anses som stabil, men då arten hör till de grodor som är populär att hålla som husdjur kan insamling och handel påverka lokala vilda bestånd i delar av utbredningsområdet.

## Levnadssätt
Korallfingergrodan kan leva i flera olika habitat, men hittas typiskt i träd eller på stenar i närheten av lugna vatten. Den tillbringar dagen i skydd av vegetationen, på någon sval, mörk och fuktig plats. Fram emot kvällen blir den mer aktiv och under natten söker den efter föda, vilken huvudsakligen består av insekter och spindlar, men ibland också av mindre grodor och små däggdjur. Bland korallfingergrodans egna naturliga fiender finns ormar, fåglar och ödlor, men tama eller förvildade hundar och katter kan också utgöra ett hot, eftersom arten även kan förekomma i närheten av bebyggelse. I fångenskap kan korallfingergrodor uppnå en livslängd av 16 år, men i naturen är livslängden normalt kortare.